# Wolfgang Grefinger
Johann Wolfgang Grefinger (1470 - 1515) fou un compositor hongarès del Renaixement.
Residí a Viena i en resten d'ell una col·lecció d'odes a 4 veus amb el títol d'Aurelii Prudentii Cathemerinon (1515) i Psalterium Potaviense cum antiphonis, responsoriis, hymnisque in notis musicalibus (1512), Ich Stell Leicht ab, Ach got wem soll ichs clagen, així com motets i diversos cants a 4 i 5 veus en les antologies de l'època.